# فلوفوكسامين
فلوفوكسامين (بالإنجليزية: Fluvoxamine)‏ هو دواء من مضادات الاكتئاب. ويستخدم غالبا لمعالجة الوسواس القهري.
وله عدة أسماء تجارية مثل :
- لوفوكس (بالإنجليزية: Luvox)‏
- فافرين (بالإنجليزية: Faverin)‏

## الاستخدامات الطبية
يشيع استخدام فلوفوكسامين في العديد من البلدان (مثل أستراليا والمملكة المتحدة وروسيا) لعلاج الاضطراب الاكتئابي الشديد. حاز الدواء على موافقة الاستخدام في الولايات المتحدة لعلاج الاضطراب الوسواسي القهري واضطراب القلق الاجتماعي، ونال الموافقة أيضاً في اليابان لعلاج الاضطراب الوسواسي القهري واضطراب القلق الاجتماعي والاضطراب الاكتئابي الشديد.
يُستطب استخدام الفلوفوكسامين لعلاج الاضطراب الوسواسي القهري عند الأطفال واليافعين، ويملك تأثيرًا طويل المدى، ويحتفظ بفعاليته العلاجية لمدة عام على الأقل. يبدو أيضًا أنه يمتلك بعض الخصائص المسكنة للألم التي تتوافق مع مثبطات استرداد السيروتونين الانتقائية ومضادات الاكتئاب ثلاثية الحلقات. يوجد دليل تجريبي على فعالية الفلوفوكسامين في علاج الرهاب الاجتماعي لدى البالغين، ويعد فعالًا أيضًا في علاج اضطرابات القلق المعمم والقلق الاجتماعي والهلع وقلق الانفصال عند الأطفال والمراهقين، وهناك دليل مماثل على فائدته عند بعض المصابين بالأعراض السلبية المرافقة للفصام المزمن.
أظهرت تجربة سريرية كبيرة في البرازيل في أكتوبر عام 2021 أن علاج المرضى الخارجيين مرتفعي الخطورة والذين شُخصت إصابتهم باكراً بكوفيد-19 بجرعة 100 مغ من الفلوفوكسامين مرتين يومياً مدة 10 أيام ساهم في تقليل خطر الاستشفاء بنسبة قاربت 65% (مع إبقائهم ضمن شروط الإسعاف الخاص بكوفيد-19 أو النقل لمستشفى رعاية صحية ثالثية).
انخفضت فعالية الدواء إلى 32% مع تدني الالتزام بتعليماته، ويعود السبب غالبًا إلى عدم التحمل، بينما انخفض تعداد الوفيات بنسبة بلغت 90% مع زيادة الالتزام بالدواء. خضع العقار للدراسة بسبب تأثيراته المضادة للالتهاب، لكن آلية العمل ضد كوفيد-19 ما تزال موضع شك.

## الأعراض الجانبية
من الأعراض الجانبية المحتملة لهذا الدواء:
- تغيرات في الوظيفة الجنسية.
- دوار
- خمول
- إسهال
- دوخة
- إمساك
- صداع
- غثيان
- عصبية
- مشاكل في النوم
- زيادة في التعرق
- طفح جلدي
- استفراغ
- ألم في البطن
- جفاف في الفم
- فقدان الشهية
- طعم غريب في الفم
- زيادة ضربات القلب
- ارتفاع أو انخفاض في الوزن
- مشاكل تحسسية مثل:
  - صعوبة التنفس
  - حمى
  - اضطراب في التفكير
  - تعب شديد

و كما هو الحال في جميع مضادات الاكتئاب، فأنه من الممكن أن يصاب المستخدم بتأخير في القذف وبضعف جنسي مؤقت حين استخدام الفلوفوكسامين.

### الامتصاص
الاستخدام عن طريق الفم لفلوفوكسامين يساوي أو أكثر من 94%.

### التوزع
نسبة إرتباط فلوفوكسامين ببروتينات البلازما حوالي 76%.

### الاستقلاب
يستقلب فلوفوكسامين بشكل مركز في الكبد.

### الإسقاط
لدى فلوفوكسامين أقصر مدة إسقاط من بين مضادات الاكتئاب الأخرى وتبلغ 15.6 ساعة.